# Louise-Marie (F931)
Ne doit pas être confondu avec Louise-Marie (voilier).
Pour les articles homonymes, voir Louise-Marie.
Le Louise-Marie est une frégate de classe Karel Doorman de la marine belge. Son numéro de coque est le F931.
Construit initialement pour la marine néerlandaise en 1989 sous le nom de HNLMS Willem Van Der Zaan, il est vendu en décembre 2005, avec son navire-jumeau, le HNLMS Karel Doorman (F827), à la Belgique. Ils sont respectivement rebaptisés Louise-Marie et Léopold Ier.
Son port d'attache est Zeebruges et sa ville marraine est Saint-Nicolas.

## Construction et propriété des Pays-Bas
Dans les années 80, la marine néerlandaise décide de concevoir et construire une nouvelle classe de frégates. Celle-ci viendra remplacer la classe Roofdier (en), composée de six navires construits aux États-Unis de 1951 à 1954 et loués aux Pays-Bas dans le cadre du Mutual Defense Assistance Act,.
Contrairement à la génération précédente, les nouvelles frégates, multi-usages, doivent être construites aux Pays-Bas. Ainsi, de 1985 à 1995, huit navires sont construits au chantier naval Schelde. Les navires-jumeaux sont baptisés Karel Doorman (F827), Willem van der Zaan (F829), Tjerk Hiddes (F830), Vam Amstrl (F831), Abraham van der Hulst (F832), Van Nes (F833), Van Galen (F834) et Van Spejik (F828). Ils sont ensuite commissionnés de 1991 à 1995. Sur ces huit bâtiments, seulement deux sont encore en activité dans la marine royale néerlandaise (le F828 et F831). Les six autres ont été vendus à des nations étrangères, à savoir la Belgique (F827 et 829), le Portugal (F833 et F834) et le Chili (F830 et 832).
Le Willem van der Zaan est la deuxième des huit frégates à sortir du chantier. Il est nommé en l'honneur de Willem van der Zaan (nl), un amiral néerlandais du XVIIe siècle. Son lancement est effectué le 21 janvier 1989 et il rentre en service le 28 novembre 1991,. Il est renommé Louise-Marie, du nom de la première reine des Belges, lors de son transfert à la marine belge,.

### Caractéristiques
La classe Karel Doorman est une classe de frégates multi-missions, multi-usages. On la nomme souvent classe M,. Dans cette optique, les bâtiments sont équipés de capacités sol-air, sol-sol et anti-sous-marines. Ils peuvent ainsi effectuer des missions de dissuasion, de sécurité, de soutien ou d'attaque.
Le Louise-Marie est long de 123,72 m, large de 14,37 m et possède un tirant d'eau de 6,05 m. Il a un déplacement de 2 800 tonnes et un port en lourd de 3 320 tonnes. L'équipage est d'environ 145 personnes (15 officiers, 70 sous-officiers et 60 matelots).

#### Propulsion
Il est équipé de deux moteurs diesel Stork-Werkspoor de 9 790 ch pour les allures économiques et deux turbines à gaz Rolls Royce Spey de 18 000 ch (13 600 kW) pour les allures opérationnelles. Ils alimentent deux hélices à pas variable LIPS. Quatre générateurs de 871 ch (650 kW) viennent terminer l'équipement propulsif. Sa vitesse maximale est de 30 nœuds avec les turbines et de 21 nœuds avec les moteurs diesel.

#### Armement

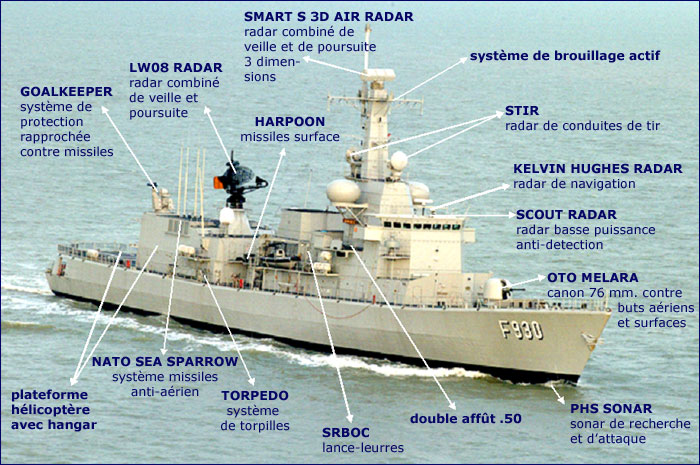
Armement principal du Louise-Marie.

La frégate est équipée de huit missiles Harpoon, d'un système Sea Sparrow à lancement vertical de 16 cellules VLS Mk 48, d'un canon antiaérien de calibre 76 mm AA OTO-Melara DP compact SR, d'un système de défense rapprochée contre les missiles Goalkeeper CIWS, de deux mitrailleuses de calibre.50 Browning M2, de quatre tubes de lancement de calibre 324 mm ASM (II x 2) pour torpilles ECAN Honeywell Mk 46 modèle AS, de torpilles ECAN Honeywell Mk 46 modèle L5 et de deux lance-leurres SRBOC Mk 36,.

#### Capteurs
Le navire est équipé de divers capteurs, à savoir un sonar de coque actif moyenne fréquence de recherche et d’attaque Signaal PHS-36 (HSA), d'un radar de veille combinée tridimensionnel, d'un SMART-S 3D (en bande F), d'un radar de veille combinée Signaal LW-08 (en bande D), d'un radar de navigation Kelvin Hughes (en bande I), d'un radar de veille SCOUT LPI (faible probabilité d’interception), de deux conduites de tir Signaal STIR 18 (bande I/J/K) avec conduite de missiles, d'un système SEWACO VII d’exploitation des informations tactiques, des armes et capteurs ESM/ECM.

#### Pont d'envol pour hélicoptère

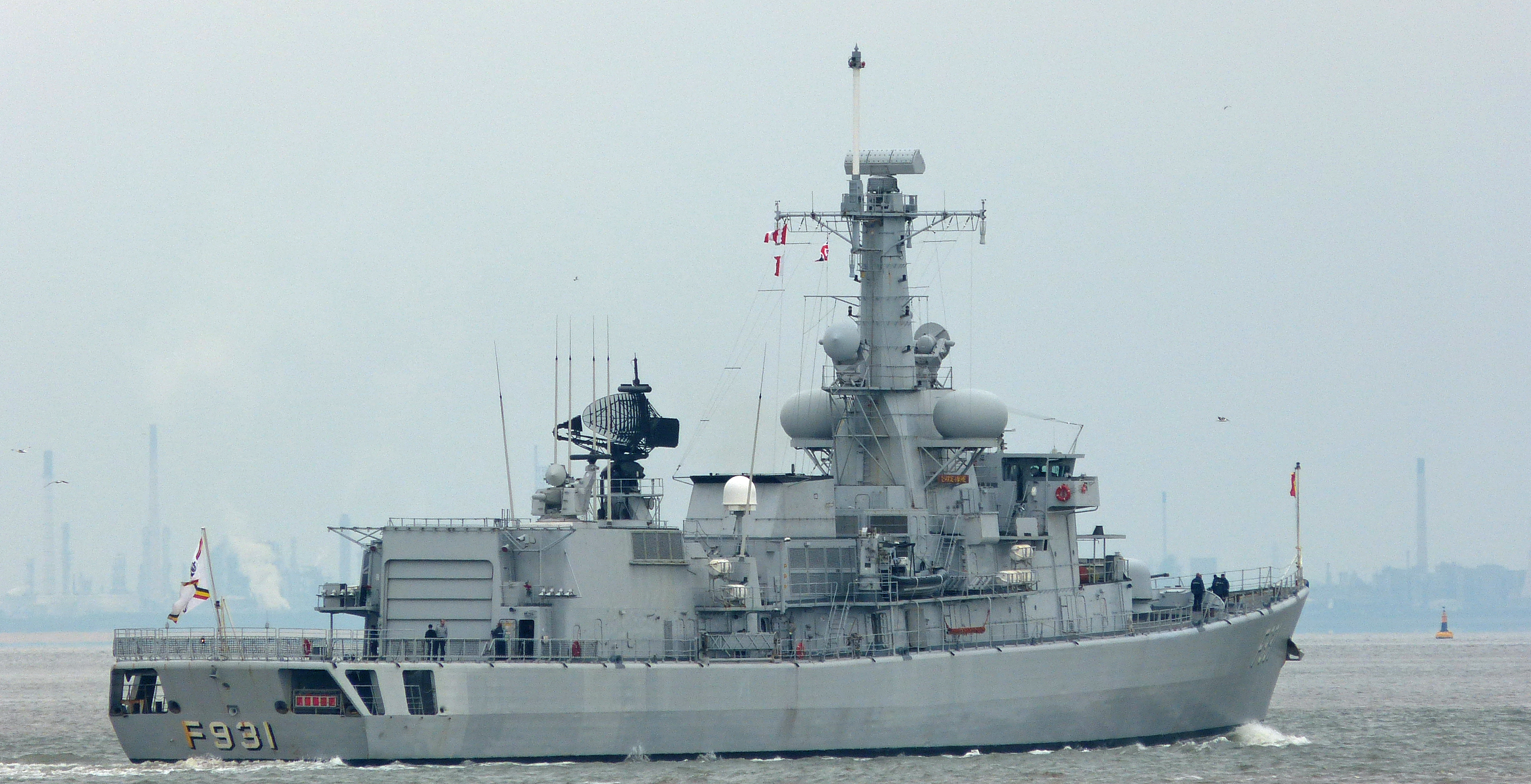
Arrière du Louise-Marie avec la plateforme pour hélicoptère.

Le navire possède une plateforme pour accueillir un hélicoptère et un hangar. Il transporte initialement des Alouette III. Le pont, modifié après la construction, peut désormais accueillir des NH90, plus modernes,.

## Vente à la Belgique et changement de nom
En décembre 2005, la composante marine belge rachète pour 230 millions d'euros deux des huit frégates aux Pays-Bas, le Karel Doorman et le Willem van der Zaan,.
Le Willem van der Zaan est rebaptisé le 8 avril 2008 à Anvers par la reine Paola selon le nom de la première Reine des Belges, Louise-Marie,. Son indicatif d'appel est désormais le ORJQ et son numéro de coque devient F931. Sa devise est Ad Augusta Per Angusta, soit vers les sommets par des chemins étroits. Sa ville marraine est Saint-Nicolas, dans la province de Flandre-Orientale.
Le Karel Doorman est rebaptisé, l'année avant, soit en 2007, Léopold Ier, du nom du premier roi des Belges Léopold Ier.

## Déploiements opérationnels

### Sous pavillon néerlandais
En 1994, le Karel Doorman et le Willem van der Zaan interviennent à Haïti dans le cadre de l'opération Uphold Democracy, conjointement avec les États-Unis.
En 1998, la frégate est envoyée au large de Saba et du Honduras pour aider la population à la suite des ouragans Mitch et Georges.
En 2005, peu avant le rachat par la Belgique, le Willem van der Zaan participe à l'opération Active Endeavour en mer Méditerranée. Cette opération est créée à la suite des attentats du 11 septembre 2001. Il relève son navire-jumeau, le Van Amstel.

### Sous pavillon belge
En 2009, le Louise-Marie participe à l'opération Atalanta. Il met donc le cap, à partir du mois d'août, vers l'Afrique et le golfe d'Aden pour protéger les navires marchands. Durant l'opération, la frégate réalise sa première intervention armée, un hélicoptère Alouette III tirant deux rafales de coups de semonce pour éloigner une embarcation qui s'approchait d'un navire marchand. Elle sauve également 38 des 46 occupants d'un navire en train de couler.
Le 29 novembre 2013, le Louise-Marie fait un trajet exceptionnel vers le cœur de Londres, en Angleterre, en remontant la Tamise et en passant sous le Tower Bridge afin d'acheminer 70 sacs de terre provenant des cimetières militaires britanniques du Westhoek où sont enterrés des milliers de soldats ayant participé aux combats de la Première Guerre mondiale dans la région,. Cet acheminement a pour but la construction d'un monument commémoratif de la « Grande Guerre », dans la capitale anglaise. Il est nommé Memorial Garden. C'est l'équipage de la frégate belge qui opère la cérémonie de remise des sacs de terre vers le navire anglais de la Seconde Guerre mondiale HMS Belfast.
En 2017, la frégate participe à l'opération européenne Sofia en Méditerranée. Cette mission a pour but de lutter contre les trafics d'êtres humains et d'armes en mer, notamment au large de la Libye. Elle sauve notamment 118 migrants, dont 39 enfants. Ceux-ci sont ensuite transférés vers un navire de Frontex et déposés en Italie. Le secrétaire d'État à l'Asile et la Migration Theo Francken demande alors que la mission soit annulée, indiquant que cette mission constitue « un appel d’air pour les migrants illégaux » et que ces personnes « (...) ne doivent pas être conduites en Europe. »,. La frégate reste cependant en opération.
En 2018, l'armement de la frégate est testé et trois missiles, sans charge explosive, sont tirés au large de la Norvège. Deux missiles mer-air de type RIM-7 Nato Sea Sparrow sont ainsi tirés ainsi qu'un missile mer-mer de type AGM-84 Harpoon, une première pour un navire belge.

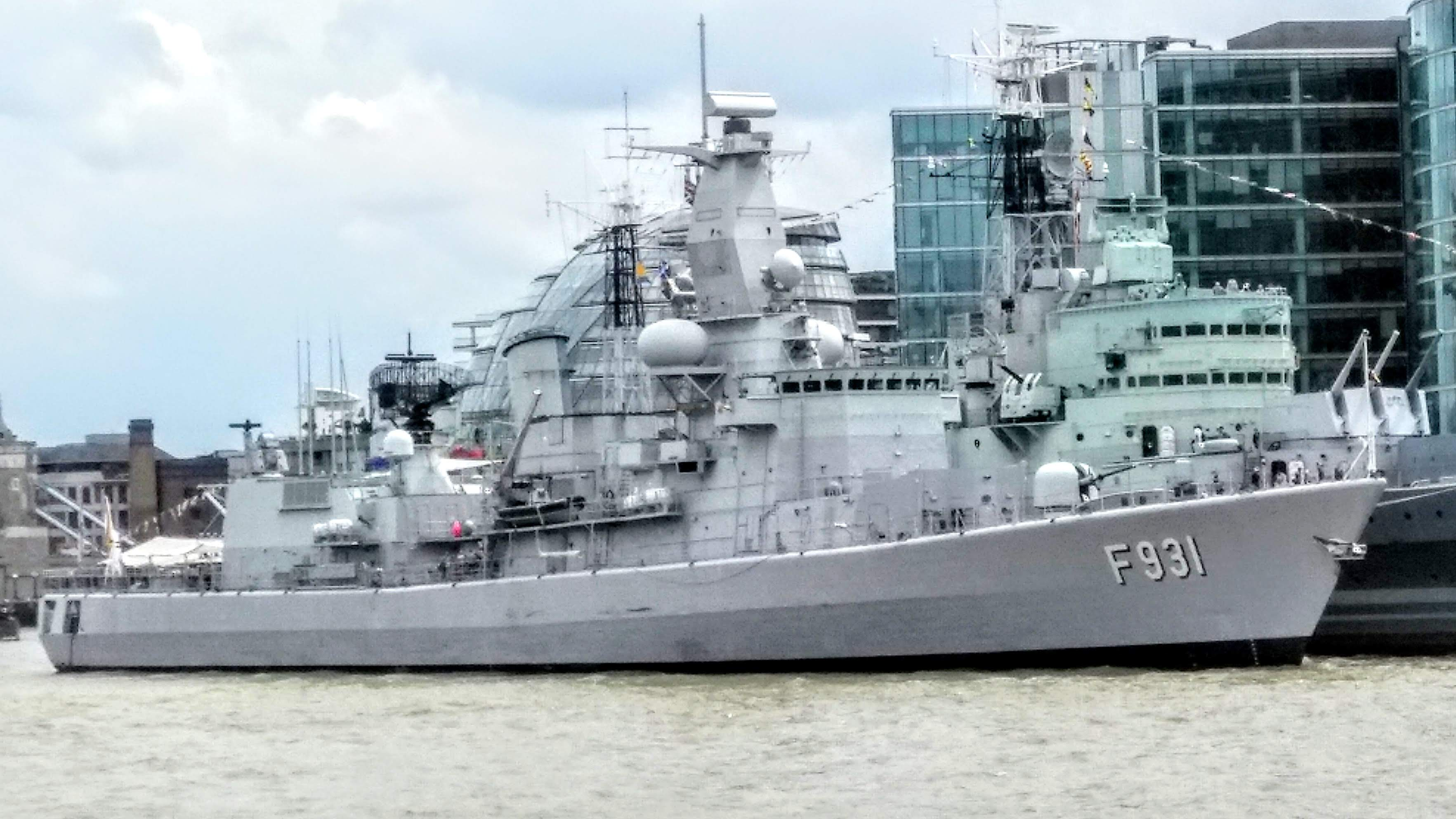
Le Louise-Marie à Londres en 2019.

En 2019, à l'occasion du 85e anniversaire de la parade annuelle de la Belgique au Cénotaphe de Londres, le Louise-Marie et le Lobelia remontent la Tamise pour venir mouiller à côté du HMS Belfast.

## Remplacement
Construites dans les années 1990, les frégates de classe Karel Doorman sont vieillissantes. Dans le cadre d'un accord inter-gouvernemental avec les Pays-Bas, il est prévu de remplacer le Léopold Ier et le Louise-Marie par deux frégates de guerre anti-sous-marine. Les Pays-Bas sont chargés du projet et la mise en service est prévue pour 2027. La Belgique, à travers l'accord, investit 1 milliard d'euros,.
Le projet porte le nom d'Anti-Submarine Warfare Frigate (en). Le premier bateau devrait être livré en 2029 pour les Pays-Bas et 2030 pour la Belgique.

## Galerie

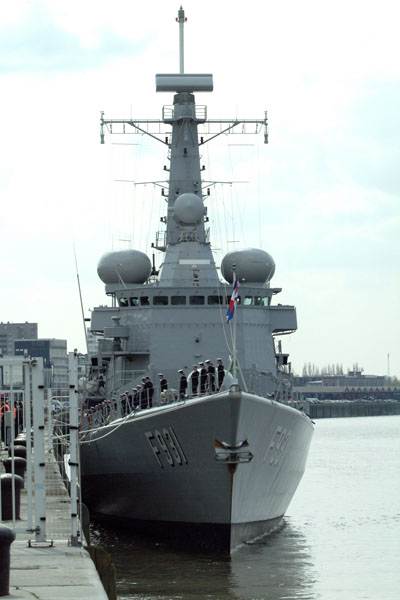
Le Louise-Marie à quai à Zeebruges.
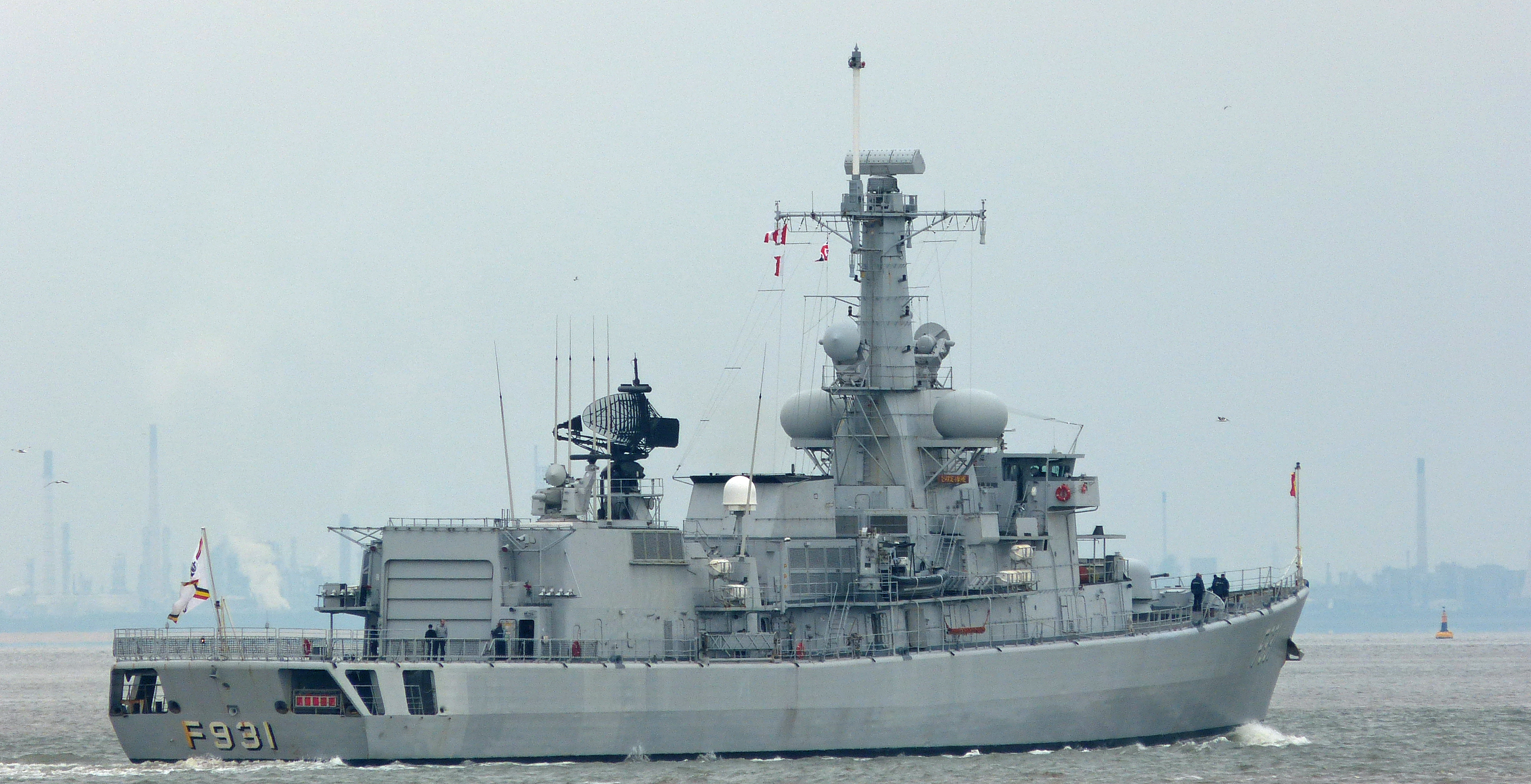